# Thaminophyllum
Thaminophyllum es un género de plantas pertenecientes a la familia Asteraceae. Comprende 3 especies.

## Taxonomía
El género fue descrito por Harv. in W.H.Harvey & Sonder y publicado en Flora Capensis 3: 155 1980.

## Especies aceptadas
A continuación se brinda un listado de las especies del género Thaminophyllum aceptadas hasta junio de 2012, ordenadas alfabéticamente. Para cada una se indica el nombre binomial seguido del autor, abreviado según las convenciones y usos:
- Thaminophyllum latifolium Bond
- Thaminophyllum multiflorum Harv.
- Thaminophyllum mundii Harv.